# Макаровский сельсовет (Башкортостан)
Мака́ровский сельсове́т — сельское поселение в Ишимбайском районе Башкортостана.
Административный центр — село Макарово.

## Население
| 2002  | 2009  | 2010  | 2012  | 2013  | 2014  | 2015  |
| ----- | ----- | ----- | ----- | ----- | ----- | ----- |
| 1515  | ↗1519 | ↗1633 | ↘1601 | ↘1559 | ↘1517 | ↘1432 |
| 2016  | 2017  | 2018  |       |       |       |       |
| ↘1428 | ↘1416 | ↘1388 |       |       |       |       |

## Состав сельского поселения
| № | Населённый пункт | Тип населённого пункта       | Население |
| - | ---------------- | ---------------------------- | --------- |
| 1 | Макарово         | село, административный центр | ↗1019     |
| 2 | Исякаево         | деревня                      | ↘251      |
| 3 | Зигановка        | село                         | ↗139      |
| 4 | Ибраево          | деревня                      | ↗134      |
| 5 | Саргаево         | деревня                      | ↘64       |
| 6 | Подгорный        | деревня                      | ↘26       |

Ранее в состав сельсовета входили хутора Казарма (упразднён в 1988 году) и Кукраук (упразднён в 1991 году).

## Местное самоуправление
Администрация сельсовета
Адрес: 453232, Республика Башкортостан, Ишимбайский район, с. Макарово, ул. Центральная, 28
Главы администрации
- Рахимов Амир Фатахитдинович (1996—2015)
- Мухьянов Ильнур Илдарович с 2015

## Инфраструктура
- Макаровская СОШ
- Исякаевская ООШ
- Макаровская участковая больница
- Исякаевский ФАП
- Макаровская сельская библиотека
- Исякаевская библиотека
- Музей имени А. Мухаметкулова
- Отделение связи
- Макаровский СДК
- Исякаевский СК
- Саргаевский СК

## Экономика
- ИП «Султанбаев С. А.» — арендуемая площадь 32 га; КФХ «Дуслык» (Валитов Ф. М.) — 42 га; КФХ «Фонтан» (Аетбаев Ф. А.) — 21 га; Корюгин А. И.- 69 га; КФХ «Рахимов А. А» — 25 га; КФХ «Лукманов Н. Н.» — 25 га; ИП «Султанбаев К. А.» 10 га; КФХ Габбасов Х. М. — арендуемая площадь 11,9 га.
- На территории сельского поселения ведут предпринимательскую деятельность 17 ИП, работают частные пилорамы: в с. Макарово — 5, в д. Исякаево — 1, в д. Саргаево — 1.
- Торговое обслуживание населения осуществляется частными предпринимателями — на 9 точках, общей площадью торговых мест 310 м², в д. Ибраево, д. Зигановка, д. Подгорный[12].

## Достопримечательности
- Одно из самых красивых мест Башкортостана. Здесь, после долины реки Белой, начинаются тайга и горы.
- Обилие пещер, рек, несколько водопадов. Большую площадь занимают особо охраняемые природные территории. См. Список охраняемых природных территорий Ишимбайского района.

## Условия проживания
- По состоянию на 1 января 2013 года жилищный фонд по Макаровскому сельскому совету составил 34244 м²
- В с. Макарово — водопровод, родники, личные пробурённые скважины. Водопровод обслуживается ООО «Жилкомсервис». В этом году проложено ещё 200 метров водопровода, 25 домов подключились к центральному водопроводу. Водопровод бесхозный — 3,2 тыс. метров.
- В остальных населённых пунктах население пользуется частными колодцами, родниками.
- В 2012 году подключились к газопроводу 7 домов. Всего газифицированы 164 дома из 357 домов, что составляет 46 %, которые расположены на тех улицах, где проложен уличный газопровод. В настоящее время проведена разработка и экспертиза достоверности сметной стоимости «ПД Газификации улиц Центральная, Речная, Горная, Уральская, Молодёжная в с. Макарово»[12].

## Люди, связанные с сельсоветом
Валеев, Камиль Абдрахманович (р. Макаровский сельсовет) — физик, доктор наук, заслуженный деятель Башкортостана